# Jean-Noël Barrot
Jean-Noël Barrot (Parigi, 14 maggio 1983) è un politico francese.
Dal 21 settembre 2024 ricopre la carica di Ministro dell'Europa e degli affari esteri della Repubblica francese nel Governo Barnier.

## Biografia
Si è laureato alla HEC Paris, Sciences Po e alla Paris School of Economics.
Membro di Movimento Democratico (MoDem), ha rappresentato la seconda circoscrizione elettorale del dipartimento degli Yvelines all'Assemblea nazionale dal 2017 al 2022. È stato eletto deputato al Parlamento sotto la bandiera di La République En Marche! (LREM).
È stato ministro della transizione digitale e delle telecomunicazioni nel governo del primo ministro Élisabeth Borne dal 2022 al 2024.
Ha ricoperto la carica di Segretario di Stato per gli Affari Europei nel governo del Primo Ministro Gabriel Attal dall'8 febbraio 2024 al 21 settembre 2024. In seguito, è divenuto Ministro dell'Europa e degli affari esteri della Repubblica francese nel Governo Barnier.